# Tom van 't Hek
Maria Thomas (Tom) van 't Hek (Naarden, 1 april 1958) is een Nederlands voormalig tophockeyer, die in zijn carrière 221 interlands speelde. Daarin maakte hij 106 doelpunten. Na zijn hockeycarrière werd hij radiopresentator.

## Levensloop
Zijn debuut voor de Nederlandse hockeyploeg maakte Van 't Hek op 24 september 1976 in Poznan, in de oefeninterland tegen Oost-Duitsland (DDR). De DDR won met 4-2. Van 't Hek maakte furore als een behendige linkerspits, die met Kampong in 1985 de landstitel in de hoofdklasse won.
Na zijn actieve sportcarrière legde hij zich eerst toe op zijn maatschappelijke carrière, hij was huisarts, maar al snel keerde hij terug in het hockey. In oktober 1994 volgde hij bondscoach Bert Wentink van de Nederlandse vrouwenselectie op, die was opgestapt. Onder zijn leiding won de nationale ploeg in Amstelveen de Europese titel in 1995, de bronzen medaille bij de Olympische Spelen van Atlanta in 1996, de zilveren medaille bij het wereldkampioenschap in Utrecht in 1998, de Champions Trophy in Amstelveen in 2000 en de bronzen medaille bij de Olympische Spelen van Sydney in 2000. Bij dat laatste toernooi zwaaide Van 't Hek af. Marc Lammers volgde hem op.
Hij presenteerde tot en met 2006 de zondagavonduitzending van Langs de Lijn: het Hek van de Dam. Vervolgens was hij met Toine van Peperstraten presentator van de zondagmiddaguitzending van Langs de Lijn. Ook presenteerde hij Radio Tour de France en leverde hij bijdragen aan de ochtenduitzendingen van het Radio 1 Journaal. Sinds 2010 was Van 't Hek een van de vaste tafelgasten bij NOS Studio Voetbal. In 2013 maakte Van 't Hek de overstap naar BNR Nieuwsradio. Vanaf juni 2013 tot en met augustus 2016 presenteerde hij daar het ochtendprogramma als opvolger van Humberto Tan. In februari 2018 keerde Van 't Hek terug bij Langs de Lijn. Voorts treedt hij op als gastspreker en als dagvoorzitter. Sinds 2013 is hij ambassadeur voor de Stichting Mont Ventoux die zich inzet voor kankerbestrijding. Sinds 1 september 2021 is hij voorzitter van de Raad van Toezicht van het Jeugdfonds Sport & Cultuur.
Op 16 februari 2024 heeft de ministerraad Van 't Hek benoemd tot voorzitter van de Nederlandse Sportraad. De benoeming ging in op 1 augustus 2024 en duurt vier jaar; de NOS heeft het dienstverband met Van 't Hek per 1 november 2024 beëindigd in verband met deze benoeming.
Tom van 't Hek is een jongere broer van cabaretier Youp van 't Hek en een oom van internationaal hockeyscheidsrechter Jonas van 't Hek.
Peter van Asbeck · 
Ewout van Asbeck · 
Lex Bos · 
Roderik Bouwman · 
Cees Jan Diepeveen · 
Theodoor Doyer · 
Maarten van Grimbergen · 
Arno den Hartog · 
Tom van 't Hek · 
Pierre Hermans · 
René Klaassen · 
Hans Kruize · 
Jan Hidde Kruize · 
Ties Kruize · 
Eric Pierik · 
Ron Steens ·
Coach: Wim van Heumen
Dillianne van den Boogaard · 
Mijntje Donners · 
Willemijn Duyster · 
Stella de Heij · 
Noor Holsboer · 
Fleur van de Kieft · 
Nicky Koolen · 
Ellen Kuipers · 
Jeannette Lewin · 
Suzanne Plesman · 
Wietske de Ruiter · 
Florentine Steenberghe · 
Margje Teeuwen · 
Carole Thate · 
Jacqueline Toxopeus · 
Suzan van der Wielen ·
Coach: Tom van 't Hek
Dillianne van den Boogaard · 
Minke Booij · 
Ageeth Boomgaardt · 
Julie Deiters · 
Mijntje Donners · 
Fleur van de Kieft · 
Fatima Moreira de Melo · 
Clarinda Sinnige · 
Hanneke Smabers · 
Minke Smabers · 
Margje Teeuwen · 
Carole Thate · 
Daphne Touw · 
Macha van der Vaart · 
Myrna Veenstra · 
Suzan van der Wielen ·
Coach: Tom van 't Hek